# Uniti nella vendetta
Uniti nella vendetta (The Great Missouri Raid) è un film del 1951 diretto da Gordon Douglas.
È un film western statunitense con Wendell Corey, Macdonald Carey, Ellen Drew, Ward Bond e Bruce Bennett. È basato sulle gesta dei fratelli fuorilegge Jesse James e Frank James.

## Produzione
Il film, diretto da Gordon Douglas su una sceneggiatura e un soggetto di Frank Gruber, fu prodotto da Nat Holt per la Paramount Pictures e girato a Sonora, in California, da fine maggio all'inizio di luglio 1950.

## Distribuzione
Il film fu distribuito con il titolo The Great Missouri Raid negli Stati Uniti nel febbraio del 1951 al cinema dalla Paramount Pictures.
Altre distribuzioni:
- in Danimarca il 13 giugno 1951 (Jesse James' sidste skud)
- in Francia il 5 ottobre 1951 (Les rebelles du Missouri)
- in Finlandia il 9 novembre 1951 (Aavikon sissit)
- nelle Filippine il 17 gennaio 1952
- in Svezia il 21 gennaio 1952 (Raiden vid Missouri)
- in Belgio l'8 febbraio 1952 (Les rebelles du Missouri)
- in Germania Ovest il 30 maggio 1952 (In Rache vereint)
- in Austria nel dicembre del 1952 (In Rache vereint)
- in Brasile (A Vinganca de Jesse James)
- in Spagna (El gran robo de Missouri)
- in Grecia (T'adelfia ekdikountai)
- in Ungheria (A missouri banditái)
- in Italia (Uniti nella vendetta)

## Critica
Secondo il Morandini il film è "prolisso e noioso" per motivi da addebitarsi principalmente alla sceneggiatura.